# Gheorghe Hența
Gheorghe Hența (n. 15 august 1876, Sibișel, Județul Alba, Regatul Ungariei – d. 13 martie 1939, Ghelar, Regatul României) a fost un deputat în Marea Adunare Națională de la Alba Iulia, organismul legislativ reprezentativ al „tuturor românilor din Transilvania, Banat și Țara Ungurească”, cel care a adoptat hotărârea privind Unirea Transilvaniei cu România, la 1 decembrie 1918 .

## Biografie
Gheorghe Hența s-a născut în comuna Sibișel din Județul Alba la 15 august 1976 și a decedat la 13 martie 1939 în comuna Ghelar din Județul Hunedoara.
A absolvit clasele primare, 6 clase gimnaziale, apoi cursurile clericale de la Sibiu. După terminarea studiilor în anul 1899, a fost învățător, iar în anul 1902 a fost hirotonit diacon, apoi preot pentru parohia Lelese din Ținutul Pădurenilor, comitatul Hunedoara.
Între anii 1903-1920 apare menționat preot paroh în Lelese, iar între anii 1920-1939, preot în Ghelari.
Preot cărturar, a cunoscut șase limbi: română, maghiară, germană, franceză, engleză și italiană.
A avut un frate preot, Vasile Henția, a fost căsătorit și a avut cinci copii, trei fete și doi băieți.
Între anii 1910-1912 a făcut o călătorie în America și Canada, fiind primul preot ortodox român, misionar în America de Nord. La întoarcere și-a scris amintirile și impresiile într-un registru, rezultând o lucrare de referință despre fenomenul emigrației românești peste Ocean, la inceputul secolului al XX-lea.

## Activitatea politică
Ca deputat în Adunarea Națională din 1 decembrie 1918 a fost delegat al cercului electoral Hunedoara.

## Lectură suplimetară
- Ioan I. Șerban, Nicolae Josan (coord.), Dicționarul personalităților Unirii. Trimișii românilor transilvăneni la Marea Adunare Națională de la Alba Iulia, Alba Iulia, Editura Altip, 2003.
- Daniela Comșa, Eugenia Glodariu, Maria M. Jude, Clujenii și Marea Unire, Muzeul Național Transilvania, Cluj-Napoca, 1998
- Florea Marin, Medicii și Marea Unire, Editura Tipomur, Târgu Mureș, 1993
- Silviu Borș, Alexiu Tatu, Bogdan Andriescu, (coord.), Participanți din localități sibiene la Marea Adunare Națională de la Alba Iulia din 1 decembrie 1918, Editura Armanis, Sibiu, 2015